# Irene Falcón
Pour les articles homonymes, voir Falcon.
Irene Rodríguez, née Irene Carlota Berta Lewy y Rodríguez en 1907 à Madrid (Espagne) et morte le 19 août 1999 à El Espinar (Espagne), est une journaliste, féministe, pacifiste et militante communiste espagnole. Pendant de nombreuses années, elle est l'assistante de la femme politique Dolores Ibárruri, dirigeante du Parti communiste (PCE). Après la guerre civile, elle s'exile à Moscou et à Pékin, ne revenant en Espagne qu'après le retour de la démocratie, en 1977.

## Biographie

### Jeunesse et premiers engagements
Deuxième enfant d'une fratrie de trois sœurs, elle est la fille de Siegried Levy Herzberg, un Juif polonais issu de la classe moyenne. Il meurt alors qu'elle n'a que cinq ans. Pour subvenir aux besoins de la famille, sa mère, María del Carmen Rodríguez Núñez, loue une partie des chambres de leur maison de Calle de Trafalgar. La jeune fille fait des études dans un établissement allemand, où elle apprend quatre langues. Elle obtient ensuite un poste de bibliothécaire auprès du médecin Santiago Ramón y Cajal.
En 1922, elle rencontre le journaliste péruvien César Falcón (en), dont elle tombe amoureuse. Deux ans plus tard, le journal El Sol demande à ce dernier de devenir son correspondant à Londres. Le couple se marie, et Irene Falcon suit son époux au Royaume-Uni. Elle est engagée comme correspondante du quotidien espagnol La Voz. Leur fils Mayo naît à Londres an mai 1926 mais n'est pas enregistré au consulat d'Espagne, en raison de l'inquiétude de ses parents concernant le régime dictatorial de Miguel Primo de Rivera.
Le couple rentre en Espagne après la démission de Primo de Rivera en 1930. Ils publient Historia Nueva (Nouvelle histoire) et lancent le parti Izquierda Revolucionaria y Antiimperialista (IRYA : « Gauche révolutionnaire anti-impérialiste »). Irene Falcón créé aussi l'organisation féministe Mujeres Antifascistas (« Femmes antifascistes ») et édite une collection de livres écrits par des femmes, notamment Doris Langley Moore (en), Véra Inber et Dora Russell, ayant rencontré cette dernière à Londres. Elle rédige la préface du livre Hypatia de Dora Russell, écrivant notamment :

« L'émancipation des femmes doit apporter la paix aux peuples, elle doit absolument éviter la répétition des horreurs de la guerre, où leurs enfants, sujets de nations civilisées, tuent et sont tués sans raison, liés par un faux patriotisme, car le vrai patriotisme est l'amour de l'humanité. Si les mères et les épouses savent expliquer cela intelligemment à leurs hommes, elles parviendront à vaincre le son des trompettes et des tambours et toute la supercherie décorative du militarisme. »

### Militantisme communiste
Le couple rejoint le Parti communiste en 1932, leur parti IRYA fusionnant avec le PCE ; Irene Falcón en profite pour rencontrer la militante Dolores Ibárruri. Cependant, les Falcón perdent leurs emplois et vivent pauvrement dans un bidonville de Madrid. En 1933, ils créent une troupe de théâtre, Teatro Proletario, aussi appelé Nosotros (« Nous »), qui joue Maxime Gorki et le drame pacifiste Hinkemann d'Ernst Toller. La même année, pendant l'été, la troupe rejoint Moscou et reçoit les éloges de la presse soviétique.
Toujours en 1933 est créé le Comité espagnol des femmes contre la guerre et le fascisme, contrôlé par le PCE et affilié au Comité mondial contre la guerre et le fascisme. En août 1934, le comité espagnol envoie une délégation au Congrès du Comité mondial des femmes contre la guerre et le fascisme, qui se tient à Paris. Dolores Ibárruri dirige la délégation, qui compte deux républicaines et deux communistes, Encarnación Fuyola (en) et Irene Falcón. Le comité espagnol se dissout en octobre 1934, lors de la répression qui suit la grève des mineurs asturiens.
En 1934, elle se rend à Moscou comme correspondante de Mundo Obrero (en), l'organe de presse du PCE. Elle revient en Espagne en 1937, pendant la guerre civile, afin d'aider Dolores Ibárruri. Elle devient sa collège et reste une amie proche, jusqu'à sa mort en 1989. Irene Falcón utilise alors le pseudonyme « Toboso ». Début mars 1939, après la défaite du gouvernement républicain, elle aide à faire partir d'Espagne plusieurs personnalités du parti.

### Exil
Avec Dolores Ibárruri, Irene Falcón s'exile à Paris, puis en URSS. Elle y travaille pour la radio clandestine Radio Pirenaica. À cause des infidélités de César Falcón, le mariage du couple prend fin. Ce dernier rentre au Pérou après la Seconde Guerre mondiale.
Irene Falcón reste féministe mais sont militantisme est teinté d'idéologie communiste. En août 1946, dans la revue communiste Nuestra Bandera, elle demanda ainsi aux femmes de continuer à jouer leur rôle éducatif traditionnel, tout en participant à la lutte antifasciste, notamment en Espagne. En août 1946, elle devient secrétaire nationale de l'Union des femmes espagnoles.
À la suite du procès-spectacle organisé à Prague en 1952, onze communistes tchécoslovaques sont exécutés, dont Bedřich Geminder (en), ancien chef du département des relations internationales du comité central du Parti communiste tchécoslovaque et ancien amant d'Irene Falcón. Bien que leur relation ait pris fin en 1945, Irene Falcón est exclue du Parti communiste. Devenue persona non grata, elle perd son emploi à Radio Pirenaica. Comme sa sœur Kety, elle est interdite de travail, et son fils Mayo est banni du Parti communiste de l'Union soviétique. Dolores Ibárruri réussit toutefois à trouver à son amie un nouveau travail, discrètement, afin d'éviter d'avoir des ennuis. En 1954, Irene Falcón se rend à Pékin pour lancer une station de radio en castillan. Un an et demi après, elle revient en URSS.
En 1977, après le retour de la démocratie, elle revient en Espagne et devient directrice de la fondation Dolores-Ibárruri. En 1996, elle publie ses mémoires, intitulés Asaltar los cielos. Mi vida junto a Pasionaria (La tempête dans les cieux : ma vie avec Pasionaria, la « Pasionaria » étant le surnom de Dolores Ibárruri). Irene Falcón meurt en 1999 d'un problème respiratoire.

## Ouvrages
- (fr) Lénine, Staline, Trotski, Irène Falcon et Mikhaïl Koltsov, Trotski et le trotskisme. Textes et documents, Bureau d'éditions, 31, boulevard Magenta, Paris, 1937, 96 p.
- Irene Falcón ; con la colab. de Manuel Jiménez y Jesús Montero, Asalto a los cielos : mi vida junto a Pasionaria, 1996, 455 p.